# 도깨비말
도깨비어 또는 귀신말은 한국어릉 이용한 언어 유희중 한 가지이다.

## 구조
글자마다 '[초성]+[중성1]_[임의의 자음]+[중성2](+[종성])'과 같은 식으로 구성한다. (여기서는 예시로 'ㅂ'을 사용하도록 한다.)

### 중성의 구성
1. 중성이 ㅏ,ㅐ,ㅓ,ㅔ,ㅜ,ㅗ,ㅡ,ㅣ와 같이 단모음의 발음일 때 원래 중성을 중성1과 중성2에 넣는다.(아름다운->아바르븜다바우분)
2. 중성이 ㅑ,ㅒ,ㅕ,ㅖ,ㅠ,ㅛ와 같이 [j]가 포함되어 있을 때, 그 모음이 중성1이 되고 [j]를 제거한 모음(ㅏ,ㅐ,ㅓ,ㅔ,ㅜ,ㅗ)이 중성2가 된다.(예: 계피는 향이 예쁘다->계베피비느븐 햐방이비 예베쁘브다바)[1]
3. 중성이 ㅘ,ㅙ,ㅝ,ㅞ,ㅟ,ㅚ,ㅢ와 같이 2모음자가 합쳐져 만들어진 모음일 때[2], 어떤 사용자는 두 모음을 분리해서 각각 중성1과 중성2에 할당하여 배분하고(위키백과->우비키비배백고바), 어떤 사용자는 1.과 같은 방법으로 구성한다(위키백과->위뷔키비배백과봐).

## 이름
위에 설명된 방식으로 선택된 자음을 이용하여 음절수를 늘리는 언어유희를 모두 통틀어 도깨비말이라고 하기도하고, ㅂ을 선택한 방식만을 도깨비말, ㅅ을 선택한 방식만을 귀신말이라고 하기도 한다. 도깨비말과 귀신말이라는 단어는 같은 의미로 사용되기도 한다.

## 사용
도깨비말은 1970년대나 그 이전부터 쓰였던 것으로 추정된다. 도깨비말은 주로 초등학교 고학년에서 중학교 정도 나이의 아이들이 사용하며, 어른이 되고 나서도 도깨비말을 사용하는 일은 드물다. 또한 남성보다는 여성이 더 많이 사용한다. 영어의 말놀이인 피그 라틴과 비슷하게 도깨비말은 단순히 재미를 위해 사용되기도 하고 다른 사람들이 알아듣지 못하도록 비밀스럽게 말하는 데 쓰이기도 한다.
2001년 부산에서 성추행범에게 붙잡힌 20대 여성이 도깨비말로 친구와 통화하여 위기를 모면한 사건이 보도되었다.
도깨비말은 오늘날 거의 사라졌지만, 2016년에 텔레비전에서 걸그룹 여자친구와 아이오아이의 멤버 등이 도깨비말을 하는 모습이 방송되면서 다시금 청소년에게 관심을 끌었다.

## 참고 문헌
- 김주관 (2011). “귀신말 또는 한국어의 피그 라틴(Pig Latin)” (PDF). 《비교문화연구》 17 (1): 8-38. 2020년 9월 25일에 확인함.

## 같이 보기
- 도깨비 문자
- 리트 (인터넷)
- 피그 라틴
- ROT13
- 어비 더비